# Kamila Štěpánová
Kamila Stepanova, née le 3 décembre 1988 à Tábor (Tchéquie), est une joueuse de basket-ball tchèque. 

## Biographie
Déjà équipière de Carmen Guzman à Ružomberok avec des statistiques de 11,9 pts, 3,9 rebonds en championnat et 10,7 points et 5,4 rebonds en Eurocoupe, elle est la remplaçante attitrée de Jennifer Humphrey à Basket Landes. Après un début de saison mitigé, elle donne satisfaction au club landais qui la prolonge d'une année.
Après une saison LFB à Toulouse à 6,8 points, 4,5 rebonds de moyenne pour 6,4 d'évaluation, elle rejoint l'équipe de Villeneuve-d'Ascq qualifiée pour l'Euroligue. 
En 2017, elle remporte avec Villeneuve-d'Ascq  son premier titre de championne de France face à Lattes Montpellier.
Après une saison 2017-2018 en Hongrie à Győr (5,8 points et 3,3 rebonds en 15 minutes de moyenne en Eurocoupe), elle rejoint pour le promu Landerneau en LFB. Bien que son compagnon soit français, elle explique revenir en France n'était pas son premier, mais qu'elle a été séduite par la proposition de l'entraîneur de Landerneau Stéphane Leite. De son départ à Györ, elle explique : « j’avais reçu une très bonne proposition, que je ne pouvais pas refuser. J’ai donc voulu essayer quelque chose d’autre ! (...) C’était difficile pour moi parce que notre coach ne parlait pas anglais donc la communication était impossible (...) je suis contente d’avoir vécu dans cette ville et de ne pas être très loin de ma famille (...) c’était une saison difficile mais une bonne expérience donc je ne peux pas dire que je regrette d’être allée là-bas ».
Pour la saison 2019-2020, elle s'engage avec le club italien d'Empoli, mais la pandémie de Covid-19 stoppe prématurément sa saison au printemps. Elle annonce alors la fin de sa carrière de joueuse.
Elle continue cependant à pratiquer en amateur avec Garonne ASPTT Basket qu'elle rejoint 2 juin 2020.

## Clubs
- 2006-2007:  BK Tábor
- 2007-2008:  USK Prague
- 2008-2009:  BK Trutnov
- 2009-2011:  VS Prague
- 2011-2012:  MBK Ružomberok
- 2012-2015 :  Basket Landes
- 2015-2016 :  Toulouse Métropole Basket
- 2016-2017 :  Villeneuve-d'Ascq
- 2017-2018 :  Seat-Szese Győr
- 2018-2019 :  Landerneau Bretagne Basket
- Depuis 2020 :  Garonne ASPTT Basket

## Palmarès
- Championne de France 2017[5].